# Munkskor

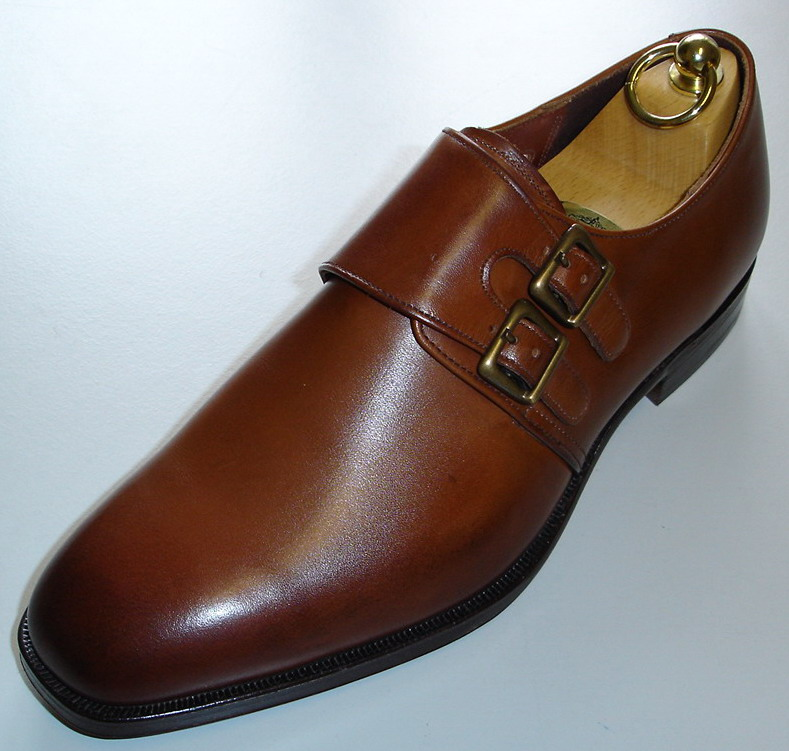
Munkskor med dubbelt spänne.

Munkskor är en typ av herrsko, utan snörning – i stället dras skon åt med ett spänne. I formalitetsgrad ligger munkskon mellan oxfordskon och derbyn. De går att använda till klädkoder under mörk kostym. Munkskor kan vara helt släta eller ha brougemönster och/eller tåhätta.